# Zbyslavec
Zbyslavec je malá vesnice, část obce Míčov-Sušice v okrese Chrudim v Pardubickém kraji. Nachází se 1 km na západ od Míčova-Sušice. V roce 2009 zde bylo evidováno 33 adres. V roce 2001 zde trvale žilo 45 obyvatel. V blízkosti vsi pramení dva pravostranné přítoky řeky Doubravy. Severozápadně od vesnice na okraji lesa pramení potok Kurvice. Severně od Zbyslavce, u místního rybníka, vyvěrá Lovětínský potok.
Zbyslavec je také název katastrálního území o rozloze 3,5 km2.

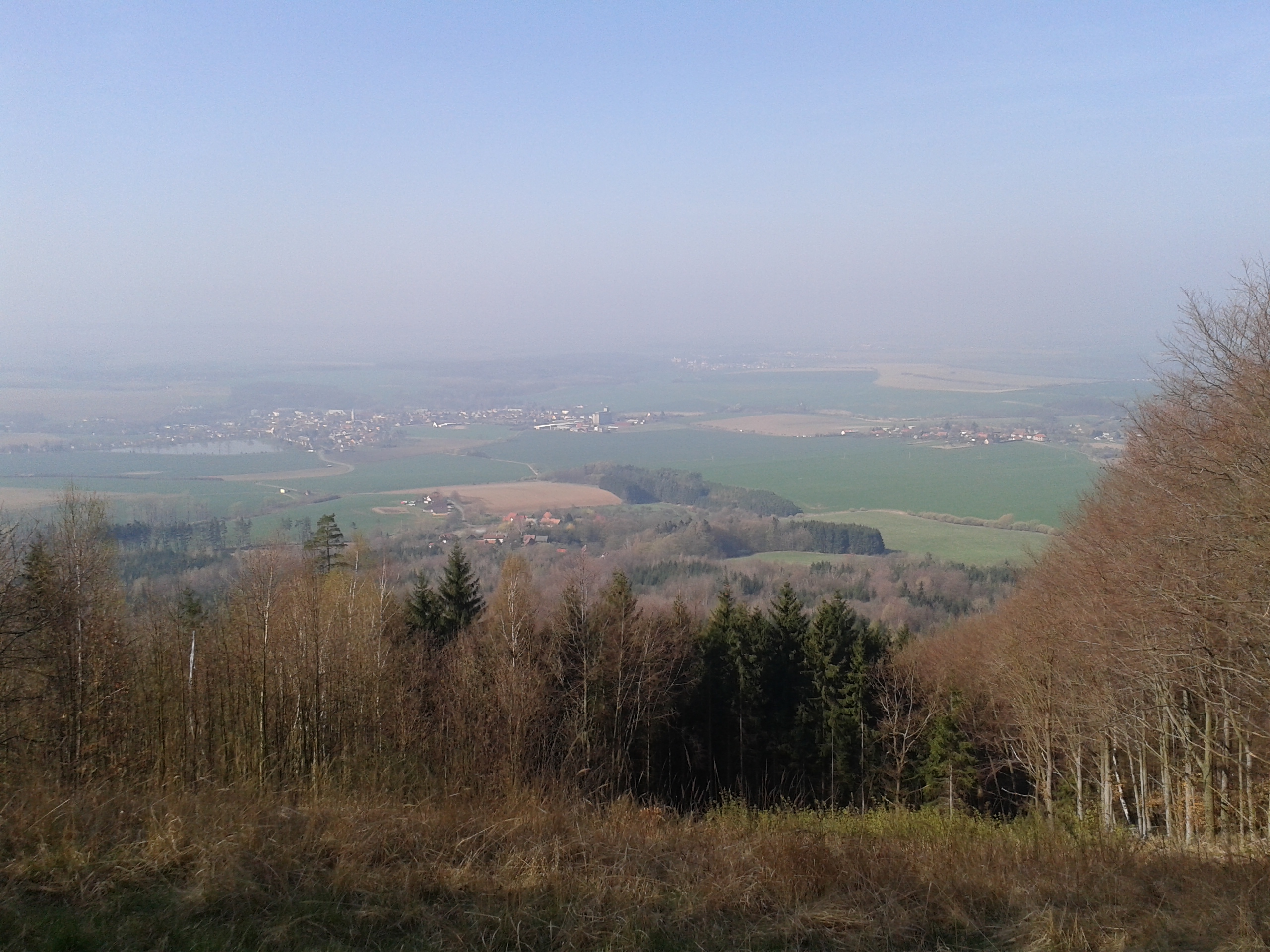
Pohled na jižní a západní stranu

## Zvonička
Na konci vesnice Zbyslavec se nachází malá zvonička (konkrétně pomník s litinovým nápisem), která pochází z roku 1702. V roce 1927 byla opravena a nově vysvěcena.

## Rekreační středisko
Severně od Zbyslavce se nachází rekreační středisko Zbyslavec v nadmořské výšce 550 m. Areál je tvořen hlavní budovou s přilehlou chatovou oblastí a možností sportovního vyžití a jeho celková plocha činí 6000 m2. Areál je vhodný zejména pro rekreaci dětí nebo ozdravné pobyty.U vjezdu do střediska stojí socha sv. Jana Nepomuckého, která je stará zhruba 300 let.

## Rozhledy do krajiny
Krásné a široké rozledy nabízí okolí Krkaňky, což je zalesněný vrch s telekomunikačním stožárem ve výšce 566 m n. m. Asi 1 km od Zbyslavce je výsek lesa pro start rogalistů, který umožňuje pohled na jižní a západní stranu. Na obzoru vystupuje kopec Melechov (715 m n. m.) u Světlé nad Sázavou.

## Turistické cíle
- zřícenina hradu Lichnice
- památný Žižkův dub
- vyhlídka Dívčí kámen
- Partyzánské zemljanky[10]